# 利伯塔德市 (安索阿特吉州)

利伯塔德市（西班牙語：Municipio Libertad），是委內瑞拉的一個市，位於該國東北部安索阿特吉州，首府設於聖馬特奧，面積2,043平方公里，2007年人口14,720，人口密度為每平方公里7.2人。